# Ab Saunders
James Albert Saunders, conhecido por Ab Saunders (14 de Outubro de 1851 - 5 de Fevereiro de 1883) foi um rancheiro e delegado nomeado do Condado de Lincoln no Novo México. Lutou na Guerra do Condado de Lincoln pela facção Tunstall-McSween, até ser gravemente ferido durante uma emboscada.

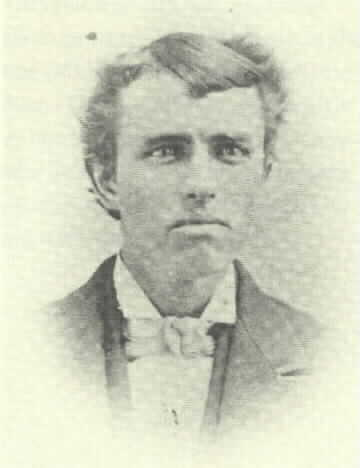
James Albert Saunders

## Biografia
James era o mais velho dos cinco filhos de James e Catherine Wolgamott Saunders. Nascido em Mount Pleasant, Iowa. Segundo Frank Coe, "Ab", como era conhecido, era bem educado e chegou a cursar temporariamente o ensino superior. Sua irmã Ada casou-se com Jasper Coe, irmão de Frank, em 1871. Ada e Albert juntaram-se aos irmãos Coe em uma caravana para o oeste. A família se estabeleceu em Lincoln entre 1871 e 1875. O resto da família Saunders mudou-se para um rancho em Miguelito Canyon na Califórnia.
Em Fevereiro de 1878, após o assassinato do fazendeiro John H. Tunstall tem início a "Guerra de Lincoln". Saunders juntou-se a Frank Coe e aos Reguladores de Lincoln na luta contra o cartel de James J. Dolan e Lawrence Murphy. Durante uma emboscada no Rancho dos Fritz, Albert foi gravemente ferido no quadril, sendo levado ao hospital militar de Fort Stanton, onde ficou internado até 12 de Maio. Assim que recebeu alta foi autorizado a repousar no Hotel da família Ellis, aliados de McSween. Incapacitado de continuar no conflito, Albert foi levado para El Paso de onde seguiu com uma caravana até a casa de sua família na Califórnia. 
Albert morreu em San Francisco a 5 de Fevereiro de 1883, após uma cirurgia para resolver uma grave complicação em seu ferimento.

## Citações na Mídia
- Ab Saunders foi interpretado por Michael Dante, na série de televisão Colt 45, exibida entre 1957 e 1960[3].

## Ligações Externas
- Legends of America: Gunfigthers Index